# КФ Есперанса д'Андора
„Есперанса д'Андора“ (на каталунски Club de Fútbol Esperança d'Andorra) е андорски футболен отбор от столицата Андора ла Веля, Андора. Отборът играе в Андорската Пример Дивисио – най-високото ниво на андорския клубен футбол.
Основан през 2020 година.
Няма собствен стадион и играе на стадионите на футболната федерация на Андора. Има и футболен отбор играещ футзал състезаващ се в Примера. Завършва на трето място във Втора лига 2022/23 и това става неговия дебютен сезон в Примера дивисио.

## Успехи
- Втора дивизия:
  -  Трето място (1): 2022/23 (промоция)